# Tipo KD7
El Tipo KD7 fue una subclase de submarinos, encuadrada en la clase Kaidai, operativos en la Armada Imperial Japonesa durante la Segunda Guerra Mundial. Se fabricaron diez unidades, identificadas incrementalmente desde I-76 a I-85. En 1942 todos ellos fueron renumerados aumentando su identificativo en un centenar.

## Resumen operativo
Siete de los submarinos fueron hundidos en su primer año de actividad, y el último de los tres restantes fue hundido en octubre de 1944.
| Submarino | Astillero          | Iniciado   | Botado     | Completado |
| I-176     | Kure (arsenal)     | 22-06-1940 | 07-06-1941 | 04-08-1942 |
| I-177     | Kawasaki de Kōbe   | 10-03-1941 | 20-12-1941 | 28-12-1942 |
| I-178     | Mitsubishi de Kōbe | 21-05-1941 | 24-02-1942 | 26-12-1942 |
| I-179     | Kawasaki de Kōbe   | 21-08-1941 | 16-07-1942 | 08-06-1943 |
| I-180     | Yokosuka (arsenal) | 17-04-1941 | 07-02-1942 | 15-01-1943 |
| I-181     | Kure (arsenal)     | 11-11-1941 | 02-05-1942 | 25-05-1943 |
| I-182     | Yokosuka (arsenal) | 10-11-1941 | 20-05-1942 | 10-05-1943 |
| I-183     | Kawasaki de Kōbe   | 26-12-1941 | 21-01-1943 | 03-10-1943 |
| I-184     | Yokosuka (arsenal) | 01-04-1942 | 12-12-1942 | 15-10-1943 |
| I-185     | Yokosuka (arsenal) | 02-09-1942 | 16-09-1942 | 23-09-1943 |